# 格拉德斯通 (內布拉斯加州)
格拉德斯通（英語：Gladstone）是位於美國內布拉斯加州傑佛遜縣的非建制地區。

## 歷史
格拉德斯通的郵局於1887年設立，其後於1982年停運。

## 地理
格拉德斯通所處的海拔為高於海平面470米（即1542英呎），而該地所採用的時區為UTC-6，即北美中部时区（CST）。同時該地設有夏令時間，為UTC-6調快一小時，即UTC-5（CDT）。